# Louis de Moni

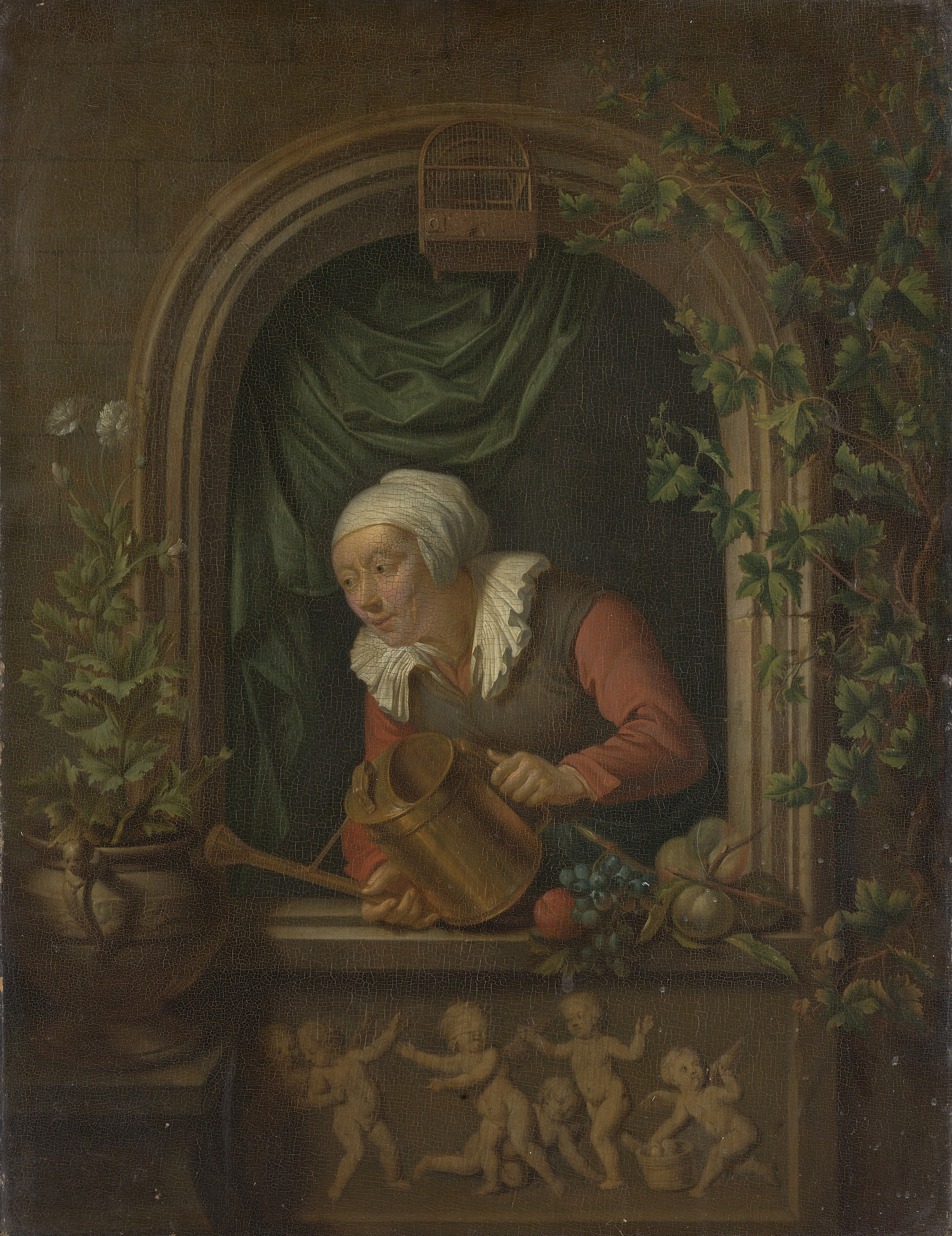
Louis de Moni, Vrouw een plant begietend. Olieverf op paneel, tussen 1720 en 1771. Amsterdam, Rijksmuseum SK-A-274.

Louis de Moni (Breda, 1698 – Leiden, 14 september 1771) was een Nederlandse schilder van portretten en genrestukken.
Volgens het Rijksbureau voor Kunsthistorische Documentatie was De Moni in Breda in zijn jeugd een leerling van Jan van Kessel jr.  en J.B. Biset. Van 1721 tot 1725 studeerde hij onder Philip van Dijk aan de Haagsche Teeken-Academie en was daar lid van de Confrerie Pictura. Louis de Moni werd geïnspireerd door de schilderijen van Gerard Dou en Frans van Mieris. In 1726 vergezelde hij zijn leermeester Van Dijk naar Kassel; daarna vestigde hij zich in Leiden waar hij tot aan zijn overlijden bleef wonen.
Werken van Louis de Moni bevinden zich in de collectie van het Rijksmuseum Amsterdam, het Mauritshuis, Museum Boijmans Van Beuningen, Museum voor Schone Kunsten (Rijsel), het Louvre, het Slot Belvedere en het Hermitage (Sint-Petersburg).
- Biografisch Portaal: 51629927
- Gemeinsame Normdatei: 1224844106
- International Standard Name Identifier: 0000 0000 7085 0810
- Nederlandse Thesaurus van Auteursnamen: 317769588
- RKD-Nederlands Instituut voor Kunstgeschiedenis: 56876
- Union List of Artist Names: 500024505
- Virtual International Authority File: 95832539
- WorldCat: E39PBJdGP37kGPrt6trtTWKDbd